# Christian Riadi
Christian Antonio Riadi Cosmelli (Santiago, Chile, 18 de marzo de 1972) es un exfutbolista chileno. Jugaba como defensa.

## Trayectoria
Oriundo de Santiago, a los 12 años comenzó a jugar fútbol amateur en su ciudad natal, para a los 14 años trasladarse hacia Osorno a una prueba para pasar a formar parte de las divisiones inferiores de Provincial Osorno, en donde quedó, siendo dirigido por Guillermo Díaz. Debutó en el primer equipo osornino en 1989, cuando con 17 años participó en un partido como local ante Iberia válido por la Segunda División de esa temporada. Al año siguiente, el equipo taurino se coronó como campeón de la categoría, tras derrotar en una definición a Coquimbo Unido.Se mantuvo en el equipo para la campaña en Primera División de la temporada siguiente, donde el equipo osornino terminó como colista de Primera División.
Entre 1992 y 1993 defendió los colores de Deportes Antofagasta en Primera División.En 1994 es Palestino de la Primera División quien se hace con sus servicios, donde se mantiene por tres temporadas.En 1997 vistió los colores de Magallanes en la Primera B,para en 1998 regresar a Provincial Osorno. En esa campaña fue el autor del único gol del partido en que Provincial Osorno derrotó 1-0 ante Huachipato el día en que Juan Carreño se peleó con la mitad de los jugadores del equipo osornino.A fines de dicha temporada el cuadro osornino descendió a la Primera B, logrando regresar a la máxima categoría al año siguiente, a través de la Liguilla de Promoción. El año 2000, nuevamente el equipo osornino descendió.
Sus últimas temporadas como jugador profesional fueron como jugador de Deportes Melipilla entre 2001 y 2003. Tras su retiro, fue ayudante técnico de Nelson Mores cuando este dirigió al equipo de Provincial Osorno, e inclusive fue técnico del equipo de forma interina durante 2006.
Actualmente, se encuentra radicado en Osorno.

## Selección nacional

### Selección menor
En 1992 formó parte de la Selección sub-23 de Chile dirigida por Arturo Salah, donde fue compañero de Rodrigo Barrera, Luis Musrri, Esteban Valencia, Miguel Ponce, Nelson Parraguez, entre otros. El equipo chileno quedó eliminado en primera fase.

#### Participaciones en Preolímpicos
| Torneo                     | Sede     | Resultado    |
| -------------------------- | -------- | ------------ |
| Preolímpico Sub-23 de 1992 | Paraguay | Primera Fase |

### Selección adulta
De ascendencia palestina, fue tentado para participar en la Selección de fútbol de Palestina, sin embargo no fue convocado.

## Clubes

### Como jugador
| Club                 | País  | Año       |
| -------------------- | ----- | --------- |
| Provincial Osorno    | Chile | 1989-1991 |
| Deportes Antofagasta | Chile | 1992-1993 |
| Palestino            | Chile | 1994-1996 |
| Magallanes           | Chile | 1997      |
| Provincial Osorno    | Chile | 1998-2000 |
| Deportes Melipilla   | Chile | 2001-2003 |

### Como entrenador
| Club              | País  | Año  |
| ----------------- | ----- | ---- |
| Provincial Osorno | Chile | 2006 |

## Palmarés

### Como jugador

#### Campeonatos nacionales
| Título    | Club              | País  | Año  |
| --------- | ----------------- | ----- | ---- |
| Primera B | Provincial Osorno | Chile | 1990 |